# Castillo de San Marcial de Rubicón de Femés
El Castillo de San Marcial de Rubicón, de las Coloradas  o Torre del Águila es una torre defensiva situada en la localidad de Playa Blanca, en el municipio de Yaiza en la isla de Lanzarote (provincia de Las Palmas).

## Historia
Ante las constantes incursiones de piratas berberiscos, ingleses y franceses que desde el siglo XVI asolaban las costas de Lanzarote y Fuerteventura, el gobernador Andrés Bonito Pignatelli promovió la construcción de torres defensivas. Dicha obra fue encargada al ingeniero Claudio de L´Isle, que en 1741 decidió emplazar una de ellas en la punta del Águila, un promontorio que alcanza una altura de unos 15 m sobre el nivel medio de las mareas desde el que se domina prácticamente toda  la costa del estrecho de la Bocaina. En 1742 ya se había erigido dicha torre.
En 1749, la torre fue incendiada por unos piratas argelinos que llegaron y saquearon Femés. En 1767, el ingeniero Alejandro de los Ángeles, vuelve a levantar los planos de la fortaleza realizando pocas reformas respecto al proyecto anterior.
Actualmente está cerrado al público, pero el Ayuntamiento de Yaiza (su  propietario desde 1970) tiene planes para este inmueble, en concreto, promueve la apertura del Museo de la Historia y la Navegación.

## Descripción
El edificio tiene forma circular con una superficie de 280 metros cuadrados. Al interior se accede mediante una escalera de sillería que da paso a un puente levadizo de madera de tea. Alberga varias dependencias: el calabozo, el almacén de la pólvora, el dormitorio de la tropa y diversas habitaciones. En la zona de la explanada y sobre el muro, se levanta un pequeño campanario presidido por una cruz.
Se considera «gemelo» de otras torres de defensa como la Torre de San Andrés en Tenerife; los torreones de Gando y San Pedro, en Gran Canaria y de los castillos El Cotillo y Fuste, en Fuerteventura.
Es Bien de Interés Cultural desde 1949.